# Mönkhkhairkhan
Mönkhkhairkhan ou Munkh Khairkhan (em mongol:  Мөнххайрхан уул, montanha sagrada eterna) é a segunda mais alta montanha da Mongólia. Fica na província de Khovd e pertence à cordilheira do Altai. Tem 4362 m de altitude, no pico denominado Sükhbaatar.